# 沙爾基 (傑拉日尼亞區)
49°14′40″N 27°23′3″E / 49.24444°N 27.38417°E
沙爾基（烏克蘭語：Шарки）是位於烏克蘭西部的村莊，由赫梅利尼茨基州裡赫梅利尼茨基區的德拉日尼亞市鎮負責管轄。該村始建於1498年，面積1.47平方公里，海拔高度299米，2001年人口375，人口密度每平方公里254.9人。